# District de Nga Sơn
Nga Sơn est un district de la province de Thanh Hóa dans la côte centrale du Nord au Viêt Nam.

## Géographie
Le district est situé au nord-est de la province de Thanh Hóa. Il se trouve à environ 42 kilomètres de  Thanh Hóa. 
Le district a une frontière au nord et à l'est avec la province de Ninh Bình, à l'ouest avec le district de Hà Trung et au sud avec le district de Hậu Lộc.
Le territoire du district se compose principalement de plaines et il est traversé par la rivière Len, qui traverse le sud du district de Nga Sơn.
Avec un littoral d'environ 20 kilomètres de long, Nga Sơn empiète dans la mer de 80 à 100 mètres par an en raison des dépôts d'alluvions des fleuves Rouge et Jour .
Le district a une superficie de 151 km2. 